# ICE Hockey League 2022/23
Die Saison 2022/23 der ICE Hockey League war die dritte Spielzeit der Österreichischen Eishockeyliga unter internationaler Beteiligung unter diesem Namen. Die aus 13 Mannschaften aus vier Ländern bestehende Liga begann am 16. September 2022 und endete am 21. April 2023 mit dem Titelgewinn des EC Red Bull Salzburg. Offizieller Name der Liga ist aus Sponsoringgründen win2day ICE Hockey League.

## Im Vorfeld
Vor Saisonbeginn wurde bekannt, dass sich der HC Orli Znojmo und die Dornbirn Bulldogs aus der Liga zurückziehen werden. Als Ersatz für die beiden Clubs wurde Asiago Hockey und die Pioneers Vorarlberg in die Liga aufgenommen. Am 28. Juli 2022 verkündete die Liga, dass sich die Bratislava Capitals auflösen und somit nicht am Ligabetrieb teilnehmen werden.

### Modus
Wie in der vergangenen Saison beginnt die Spielzeit mit einem Grunddurchgang, in dem sich die Teams je vier-mal gegenüber stehen. Hierbei qualifizieren sich die besten sechs Mannschaften für das Viertelfinale. Die Teams auf den Rängen 7 bis 10 spielen in „best-of-3“-Serien die letzten 2 Startplätze der Playoffs aus.
Die Playoffs werden in Modus „best-of-7“ gespielt.

### Teilnehmer
| Klub                 | Ort                      | Heimarena                      | Kapazität | Saison 2021/22             |
| -------------------- | ------------------------ | ------------------------------ | --------- | -------------------------- |
| Pioneers Vorarlberg  | Feldkirch                | Vorarlberghalle                | 05.200    | neu gegründet              |
| EC VSV               | Villach                  | Stadthalle Villach             | 04.500    | 2., Halbfinale             |
| EC KAC               | Klagenfurt am Wörthersee | Stadthalle Klagenfurt          | 04.945    | 8., Viertelfinale          |
| EC Red Bull Salzburg | Salzburg                 | Eisarena Salzburg              | 03.400    | 1., Meister                |
| HC Pustertal         | Bruneck                  | Intercable Arena               | 03.100    | 5., Viertelfinale          |
| HC Innsbruck         | Innsbruck                | Tiroler Wasserkraft Arena      | 03.000    | 11.                        |
| HC Bozen             | Bozen                    | Sparkasse Arena                | 07.000    | 9., Pre-Playoff            |
| HK Olimpija          | Ljubljana                | Hala Tivoli                    | 04.200    | 6., Viertelfinale          |
| Fehérvár AV19        | Székesfehérvár           | Ifjabb Ocskay Gábor Jégcsarnok | 03.500    | 3., Vizemeister            |
| Asiago Hockey        | Asiago                   | Pala Hodegart                  | 03.500    | Alps-Hockey-League-Meister |
| Graz 99ers           | Graz                     | Merkur Eisstadion              | 04.126    | 10., Pre-Playoff           |
| Vienna Capitals      | Wien                     | Steffl Arena                   | 07.022    | 4., Halbfinale             |
| Black Wings Linz     | Linz                     | Linz AG Eisarena               | 04.865    | 13.                        |

### Trainer
|            | Mannschaft           | Trainer                                        |
| ---------- | -------------------- | ---------------------------------------------- |
| Osterreich | Pioneers Vorarlberg  | Marc Habscheid                                 |
| Osterreich | EC VSV               | Rob Daum                                       |
| Osterreich | EC KAC               | Petri Matikainen                               |
| Osterreich | EC Red Bull Salzburg | Matt McIlvane                                  |
| Italien    | HC Pustertal         | Stefan Mair (bis Oktober 2022) Philippe Horsky |
| Osterreich | HC Innsbruck         | Mitch O’Keefe                                  |
| Italien    | HC Bozen             | Glen Hanlon                                    |
| Slowenien  | HK Olimpija          | Mitja Šivic                                    |
| Ungarn     | Fehérvár AV19        | Kevin Constantine                              |
| Italien    | Asiago Hockey        | Tom Barrasso                                   |
| Osterreich | Graz 99ers           | Johan Pennerborn                               |
| Osterreich | Vienna Capitals      | Dave Barr                                      |
| Osterreich | Black Wings Linz     | Philipp Lukas                                  |

## Hauptrunde

### Kreuztabelle
| Heimmannschaft                                            | Gastmannschaft      | Gastmannschaft | Gastmannschaft      | Gastmannschaft | Gastmannschaft | Gastmannschaft      | Gastmannschaft | Gastmannschaft | Gastmannschaft | Gastmannschaft | Gastmannschaft | Gastmannschaft      | Gastmannschaft |
| --------------------------------------------------------- | ------------------- | -------------- | ------------------- | -------------- | -------------- | ------------------- | -------------- | -------------- | -------------- | -------------- | -------------- | ------------------- | -------------- |
| Heimmannschaft                                            | RBS                 | AVS            | VIC                 | VSV            | PUS            | KAC                 | HKO            | HCB            | G99            | HCI            | BWL            | ASH                 | PIO            |
| RBS                                                       | –                   | 4:1            | 2:1 3:2 n. V.       | 4:2 3:1        | 3:0 4:1        | 4:6 4:3 n. V.       | 7:0 3:2        | 2:5 3:1        | 3:0 1:3        | 5:1 3:2        | 2:6 4:0        | 3:1 2:1             | 6:1 5:1        |
| AVS                                                       | 4:6 1:3             | –              | 2:1 n. P. 1:4       | 5:6 2:3        | 2:0 3:4 n. P.  | 3:1 3:4             | 2:3 5:2        | 0:1 3:2        | 1:2 n. V. 3:0  | 4:5 4:5 n. V.  | 2:1 3:2 n. V.  | 5:2 3:0             | 5:2 3:0        |
| VIC                                                       | 3:0 1:3             | 1:2 3:4 n. V.  | –                   | 3:2 6:4        | 5:2 2:3        | 0:4 4:1             | 2:3 1:3        | 3:4 3:5        | 3:2 n. V. 5:2  | 3:4 5:3        | 2:1 n. V. 4:1  | 4:3 5:6 n. V.       | 2:1 5:1        |
| VSV                                                       | 1:3 5:2             | 3:4 4:1        | 4:3 5:2             | –              | 1:0 5:3        | 5:4 n. P. 3:4       | 6:2 5:3        | 6:3 2:5        | 1:2 3:2        | 4:3 1:5        | 3:2 5:4 n. V.  | 6:4 6:3             | 8:5 5:1        |
| PUS                                                       | 1:2 n. V. 1:2       | 1:4 0:1 n. P.  | 1:9 2:4             | 4:2 3:4        | –              | 3:2 n. V. 2:3 n. V. | 4:2 7:2        | 3:5 0:3        | 3:0            | 8:3 3:5        | 2:5 4:2        | 2:3 n. V. 2:1 n. V. | 3:1 9:0        |
| KAC                                                       | 3:4 n. P. 3:2 n. V. | 3:2 n. V. 1:3  | 5:2 5:3             | 3:2 n. P. 2:3  | 5:2 4:3 n. P.  | –                   | 3:1 4:3 n. V.  | 0:1 2:3 n. P.  | 3:1 1:0        | 1:2            | 3:5 0:1        | 3:2 3:1             | 1:3 5:0        |
| HKO                                                       | 1:5 1:4             | 4:3 n. V. 2:8  | 3:4 1:4             | 2:5 4:2        | 0:7 5:2        | 2:4 1:6             | –              | 5:2 1:6        | 5:2 2:3 n. V.  | 2:4 2:5        | 4:5 2:5        | 1:2 2:5             | 6:2 0:4        |
| HCB                                                       | 1:0 4:3             | 7:4 3:1        | 3:5 6:2             | 1:3 2:5        | 6:2 4:1        | 4:3 2:1 n. V.       | 4:1 5:1        | –              | 3:1 3:0        | 5:1            | 2:1 3:1        | 6:3 4:3 n. V.       | 3:0 4:2        |
| G99                                                       | 1:0 6:2             | 1:0 n. P. 3:1  | 4:3 n. V. 3:2 n. V. | 4:2 1:8        | 1:3 2:4        | 2:3 n. P. 2:4       | 2:3 n. P. 4:1  | 1:4 1:2 n. P.  | –              | 1:6 4:5        | 2:4 5:3        | 2:3                 | 2:4 4:0        |
| HCI                                                       | 2:5 3:1             | 5:2 4:2        | 9:3 5:6             | 5:6 n. V. 5:2  | 5:3 4:1        | 5:2 2:3             | 5:2 4:3        | 5:6 n. V. 3:6  | 5:2 2:4        | –              | 2:5 3:1        | 5:1 5:2             | 5:2 5:1        |
| BWL                                                       | 2:5 2:1 n. P.       | 0:1 4:2        | 2:5 5:2             | 2:1 3:4 n. P.  | 2:1 1:4        | 5:3 2:4             | 3:2 n. P. 5:1  | 2:1 1:4        | 0:4 2:5        | 4:1 1:3        | –              | 6:3 5:3             | 2:3 5:0        |
| ASH                                                       | 3:5 4:2             | 2:1 n. V. 4:0  | 3:2 n. P. 1:4       | 3:5 6:1        | 3:2 2:1        | 1:4 5:1             | 5:3 4:5        | 4:3 1:6        | 2:3 5:2        | 5:6 3:1        | 2:4 4:1        | –                   | 6:4 5:3        |
| PIO                                                       | 2:1 n. P. 0:2       | 0:4 3:2 n. V.  | 2:4 1:4             | 2:5 2:3        | 0:4 2:1        | 2:1 3:4 n. P.       | 1:4 2:3        | 4:3 5:4        | 1:2 5:4 n. V.  | 2:3 3:7        | 2:3 n. P. 3:4  | 3:4 n. V. 1:4       | –              |
| V – Sieg nach Verlängerung; P – Sieg nach Penaltyschießen |                     |                |                     |                |                |                     |                |                |                |                |                |                     |                |

#### Tabelle der Hauptrunde
Erläuterungen: Direkte Qualifikation für die Play-offs, Erste Play-off-Runde, Saison beendet
Stand: Grunddurchgang beendet
| Rang | Team                 | SP | S  | N  | OTS | OTN | T   | GT  | TVH | Punkte |
| ---- | -------------------- | -- | -- | -- | --- | --- | --- | --- | --- | ------ |
| 1    | HC Bozen             | 48 | 32 | 11 | 5   | 0   | 175 | 105 | +70 | 106    |
| 2    | EC Red Bull Salzburg | 48 | 29 | 12 | 4   | 3   | 147 | 97  | +50 | 98     |
| 3    | HC Innsbruck         | 48 | 30 | 15 | 1   | 2   | 186 | 150 | +36 | 94     |
| 4    | EC VSV               | 48 | 27 | 16 | 4   | 1   | 178 | 147 | +31 | 90     |
| 5    | EC KAC               | 48 | 19 | 15 | 8   | 6   | 139 | 120 | +19 | 79     |
| 6    | Vienna Capitals      | 48 | 22 | 17 | 2   | 7   | 156 | 142 | +14 | 77     |
| 7    | Black Wings Linz     | 48 | 21 | 20 | 3   | 4   | 133 | 131 | +2  | 73     |
| 8    | Fehérvár AV19        | 48 | 17 | 19 | 4   | 8   | 123 | 125 | −2  | 67     |
| 9    | Asiago Hockey        | 48 | 18 | 23 | 5   | 2   | 146 | 155 | −9  | 66     |
| 10   | Graz 99ers           | 48 | 14 | 24 | 5   | 5   | 106 | 135 | −29 | 57     |
| 11   | HC Pustertal         | 48 | 15 | 25 | 3   | 5   | 125 | 136 | −11 | 56     |
| 12   | HK Olimpija          | 48 | 11 | 32 | 2   | 3   | 113 | 192 | −79 | 40     |
| 13   | Pioneers Vorarlberg  | 48 | 8  | 34 | 3   | 3   | 92  | 184 | −92 | 33     |

Legende: Sp = Spiele, S = Siege, N = Niederlagen, SNV = Siege nach Verlängerung, NNV = Niederlage nach Verlängerung, T = Tore, GT = Gegentore, TVH = Torverhältnis 

### Topscorer
| Spieler         | Mannschaft      | Sp | T  | V  | P  | SM  | +/− |
| --------------- | --------------- | -- | -- | -- | -- | --- | --- |
| Brady Shaw      | HC Innsbruck    | 48 | 26 | 43 | 69 | 30  | +26 |
| Adam Helewka    | HC Innsbruck    | 43 | 28 | 39 | 67 | 45  | +16 |
| Allan McShane   | Asiago Hockey   | 48 | 25 | 34 | 59 | 2   | +13 |
| Matt Bradley    | Vienna Capitals | 47 | 24 | 35 | 59 | 108 | +18 |
| Daniel Leavens  | HC Innsbruck    | 42 | 22 | 34 | 56 | 16  | +13 |
| Giordano Finoro | Asiago Hockey   | 48 | 28 | 26 | 54 | 27  | +12 |
| Mitchell Hults  | HC Bozen        | 48 | 20 | 34 | 54 | 24  | +22 |
| Max Zimmer      | Vienna Capitals | 48 | 28 | 25 | 53 | 34  | +16 |
| Robert Sabolič  | EC VSV          | 48 | 18 | 33 | 51 | 18  | +13 |
| Dustin Gazley   | HC Bozen        | 47 | 17 | 31 | 48 | 14  | +19 |

### Torhüter
| Spieler        | Mannschaft           | Spiele | GAA  | Fangquote |
| -------------- | -------------------- | ------ | ---- | --------- |
| Tomas Sholl    | HC Pustertal         | 37     | 2,54 | 92,3 %    |
| Sam Harvey     | HC Bozen             | 34     | 2,06 | 92,2 %    |
| Atte Tolvanen  | EC Red Bull Salzburg | 28     | 1,90 | 92,0 %    |
| Thomas Höneckl | Black Wings Linz     | 20     | 2,25 | 92,0 %    |
| Sebastian Dahm | EC KAC               | 45     | 2,23 | 91,8 %    |

## Play-offs

### Play-off-Baum
| Pre-Play-offs                                                 | Pre-Play-offs                                                 | Pre-Play-offs                                                 |                                                               | Viertelfinale                                                 | Viertelfinale                                                 | Viertelfinale                                                 |                                                               | Halbfinale                                                    | Halbfinale                                                    | Halbfinale                                                    |   |          | Finale               | Finale | Finale |
|                                                               |                                                               |                                                               |                                                               |                                                               |                                                               |                                                               |                                                               |                                                               |                                                               |                                                               |   |          |                      |        |        |
|                                                               |                                                               |                                                               |                                                               | 1                                                             | HC Bozen                                                      | 4                                                             |                                                               |                                                               |                                                               |                                                               |   |          |                      |        |        |
| 7                                                             | Black Wings Linz                                              | 3                                                             |                                                               |                                                               |                                                               |                                                               |                                                               |                                                               |                                                               |                                                               |   |          |                      |        |        |
| 7                                                             | Black Wings Linz                                              | 2                                                             |                                                               |                                                               |                                                               | 1                                                             | HC Bozen                                                      | 4                                                             |                                                               |                                                               |   |          |                      |        |        |
| 10                                                            | Graz99ers                                                     | 1                                                             | 6                                                             | Vienna Capitals                                               | 1                                                             |                                                               |                                                               |                                                               |                                                               |                                                               |   |          |                      |        |        |
|                                                               |                                                               |                                                               | 2                                                             | EC Red Bull Salzburg                                          | 4                                                             |                                                               |                                                               |                                                               |                                                               |                                                               |   |          |                      |        |        |
| 8                                                             | Fehérvár AV19                                                 | 0                                                             |                                                               |                                                               |                                                               |                                                               |                                                               |                                                               |                                                               |                                                               |   |          |                      |        |        |
| (Die Teams werden nach den ersten beiden Runden neu gesetzt.) | (Die Teams werden nach den ersten beiden Runden neu gesetzt.) | (Die Teams werden nach den ersten beiden Runden neu gesetzt.) | (Die Teams werden nach den ersten beiden Runden neu gesetzt.) | (Die Teams werden nach den ersten beiden Runden neu gesetzt.) | (Die Teams werden nach den ersten beiden Runden neu gesetzt.) | (Die Teams werden nach den ersten beiden Runden neu gesetzt.) | (Die Teams werden nach den ersten beiden Runden neu gesetzt.) | (Die Teams werden nach den ersten beiden Runden neu gesetzt.) | (Die Teams werden nach den ersten beiden Runden neu gesetzt.) | (Die Teams werden nach den ersten beiden Runden neu gesetzt.) | 1 | HC Bozen | 3                    |        |        |
| (Die Teams werden nach den ersten beiden Runden neu gesetzt.) | (Die Teams werden nach den ersten beiden Runden neu gesetzt.) | (Die Teams werden nach den ersten beiden Runden neu gesetzt.) | (Die Teams werden nach den ersten beiden Runden neu gesetzt.) | (Die Teams werden nach den ersten beiden Runden neu gesetzt.) | (Die Teams werden nach den ersten beiden Runden neu gesetzt.) | (Die Teams werden nach den ersten beiden Runden neu gesetzt.) | (Die Teams werden nach den ersten beiden Runden neu gesetzt.) | (Die Teams werden nach den ersten beiden Runden neu gesetzt.) | (Die Teams werden nach den ersten beiden Runden neu gesetzt.) | (Die Teams werden nach den ersten beiden Runden neu gesetzt.) |   | 2        | EC Red Bull Salzburg | 4      |        |
|                                                               |                                                               |                                                               |                                                               | 3                                                             | HC Innsbruck                                                  | 2                                                             |                                                               |                                                               |                                                               |                                                               |   |          |                      |        |        |
| 6                                                             | Vienna Capitals                                               | 4                                                             |                                                               |                                                               |                                                               |                                                               |                                                               |                                                               |                                                               |                                                               |   |          |                      |        |        |
| 8                                                             | Fehérvár AV19                                                 | 2                                                             |                                                               |                                                               |                                                               | 2                                                             | EC Red Bull Salzburg                                          | 4                                                             |                                                               |                                                               |   |          |                      |        |        |
| 9                                                             | Asiago Hockey                                                 | 0                                                             | 5                                                             | EC KAC                                                        | 1                                                             |                                                               |                                                               |                                                               |                                                               |                                                               |   |          |                      |        |        |
|                                                               |                                                               |                                                               | 4                                                             | EC VSV                                                        | 1                                                             |                                                               |                                                               |                                                               |                                                               |                                                               |   |          |                      |        |        |
| 5                                                             | EC KAC                                                        | 4                                                             |                                                               |                                                               |                                                               |                                                               |                                                               |                                                               |                                                               |                                                               |   |          |                      |        |        |

### Pre-Play-offs
Die Pre-Play-offs-spiele wurden im Modus „Best of Three“ ausgetragen und fanden am 28. Februar, 3. März und 5. März 2023 statt.
|                               | Serie | 1                   | 2                   |                     |
| ----------------------------- | ----- | ------------------- | ------------------- | ------------------- |
| Black Wings Linz – Graz99ers  | 2:1   | 2:4 (2:0, 0:3, 0:1) | 6:2 (2:0, 2:1, 2:1) | 3:0 (0:0, 2:0, 1:0) |
| Fehérvár AV19 – Asiago Hockey | 2:0   | 4:0 (1:0, 2:0, 1:0) | 5:4 (3:2, 2:2, 0:0) | –                   |

### Viertelfinale
Die Viertelfinalspiele wurden im Modus Best-of-Seven ausgetragen und fanden am 7., 10., 12., 14., 17., 19. und 21. März 2023 statt.
|                                      | Serie | 1                   | 2                   | 3                              | 4                              | 5                              | 6                              | 7                              |
| ------------------------------------ | ----- | ------------------- | ------------------- | ------------------------------ | ------------------------------ | ------------------------------ | ------------------------------ | ------------------------------ |
| HC Bozen – Black Wings Linz          | 4:3   | 2:1 (1:0, 1:0, 0:0) | 1:2 (0:1, 0:0, 1:1) | 1:2 (0:1, 0:0, 1:1)            | 5:1 (1:0, 3:0, 1:1)            | 7:1 (4:0, 2:0, 1:1)            | 1:2 n. V. (1:1, 0:0, 0:0, 0:1) | 3:2 n. V. (0:1, 1:1, 1:0, 1:0) |
| EC Red Bull Salzburg – Fehérvár AV19 | 4:0   | 3:2 (1:0, 1:1, 1:1) | 2:1 (1:1, 1:0, 0:0) | 2:1 n. V. (0:0, 0:0, 1:1, 1:0) | 6:1 (0:1, 2:0, 4:0)            | –                              | –                              | –                              |
| HC Innsbruck – Vienna Capitals       | 2:4   | 4:6 (2:1, 2:1, 0:4) | 4:0 (1:0, 2:0, 1:0) | 2:5 (1:1, 0:3, 1:1)            | 2:1 n. V. (0:0, 1:0, 0:1, 1:0) | 1:4 (0:1, 1:1, 0:2)            | 1:5 (0:2, 0:1, 1:2)            | –                              |
| EC VSV – EC KAC                      | 1:4   | 0:4 (0:2, 0:0, 0:2) | 4:0 (1:0, 1:0, 2:0) | 3:4 (1:1, 0:0, 2:3)            | 1:3 (1:0, 0:1, 0:2)            | 2:3 n. V. (1:0, 1:1, 0:1, 0:1) | –                              | –                              |

### Halbfinale
Die Halbfinalspiele wurden im Modus Best-of-Seven ausgetragen und fanden am 24., 26., 28., 31. März und 2. April 2023 statt.
|                               | Serie | 1                              | 2                   | 3                   | 4                   | 5                   | 6 | 7 |
| ----------------------------- | ----- | ------------------------------ | ------------------- | ------------------- | ------------------- | ------------------- | - | - |
| HC Bozen – Vienna Capitals    | 4:1   | 2:1 n. V. (0:0, 1:1, 0:0, 1:0) | 3:2 (1:0, 2:2, 0:0) | 1:2 (0:0, 1:1, 0:1) | 5:2 (2:0, 1:0, 2:2) | 3:2 (1:1, 1:1, 1:0) | – | – |
| EC Red Bull Salzburg – EC KAC | 4:1   | 5:1 (1:0, 2:0, 2:1)            | 2:6 (0:2, 2:3, 0:1) | 5:1 (2:0, 2:1, 1:0) | 3:1 (0:1, 3:0, 0:0) | 4:0 (2:0, 1:0, 1:0) | – | – |

### Finale
Die Finalspiele wurden im Modus Best-of-Seven ausgetragen und fanden am 6., 8., 11., 14., 16., 18. und 21. April 2023 statt.
|                                 | Serie | 1                   | 2                   | 3                   | 4                   | 5                        | 6                   | 7                   |
| ------------------------------- | ----- | ------------------- | ------------------- | ------------------- | ------------------- | ------------------------ | ------------------- | ------------------- |
| HC Bozen – EC Red Bull Salzburg | 3:4   | 1:0 (1:0, 0:0, 0:0) | 0:1 (0:0, 0:1, 0:0) | 1:4 (0:1, 0:1, 1:2) | 0:3 (0:1, 0:1, 0:1) | 4:3 (1:0, 0:1, 2:2, 1:0) | 4:3 (2:0, 2:2, 0:1) | 1:2 (0:0, 1:0, 0:2) |

### Topscorer
| Spieler          | Mannschaft           | Sp | T | V | P  | SM | +/− |
| ---------------- | -------------------- | -- | - | - | -- | -- | --- |
| Mario Huber      | EC Red Bull Salzburg | 16 | 8 | 7 | 15 | 4  | +8  |
| Matt Bradley     | Vienna Capitals      | 11 | 6 | 9 | 15 | 8  | +1  |
| Benjamin Nissner | EC Red Bull Salzburg | 16 | 6 | 8 | 14 | 6  | +7  |
| Dustin Gazley    | HC Bozen             | 18 | 9 | 4 | 13 | 4  | +8  |
| Peter Schneider  | EC Red Bull Salzburg | 16 | 9 | 2 | 11 | 0  | +5  |
| Dennis Robertson | EC Red Bull Salzburg | 16 | 5 | 6 | 11 | 6  | +8  |
| Troy Bourke      | EC Red Bull Salzburg | 16 | 5 | 6 | 11 | 0  | +8  |
| Mitchell Hults   | HC Bozen             | 15 | 3 | 8 | 11 | 2  | −3  |
| Max Zimmer       | Vienna Capitals      | 7  | 6 | 4 | 10 | 4  | +2  |
| Christian Thomas | HC Bozen             | 19 | 4 | 6 | 10 | 8  | −1  |

### Torhüter
| Spieler                 | Mannschaft           | Spiele | GAA  | Fangquote |
| ----------------------- | -------------------- | ------ | ---- | --------- |
| Atte Tolvanen           | EC Red Bull Salzburg | 16     | 1,38 | 94,6 %    |
| Sam Harvey              | HC Bozen             | 19     | 1,65 | 93,6 %    |
| Jean-Philippe Lamoureux | EC VSV               | 3      | 2,36 | 93,0 %    |
| René Swette             | HC Innsbruck         | 2      | 2,03 | 92,7 %    |
| Stefan Steen            | Vienna Capitals      | 7      | 1,95 | 92,6 %    |